# Electrometru Lippmann
Electrometrul Lippman sau electrometrul capilar este un aparat ce permite detectarea a mici pulsuri de curent. Constă dintr-un tub în formă de „U” cu un capăt gros și celălalt subțire. Tubul este umplut cu mercur. A fost conceput de Gabriel Lippmann.